# Mikkel Hyllegaard
Mikkel Hyllegaard (født 16. maj 1999) er en dansk fodboldspiller, der spiller for SønderjyskE i 1 division som angriber.

## Klubkarriere
Mikkel Hyllegaard spillede sin ungdomskarriere i Søhus/Stige, Næsby og SfB-Oure, før han i december 2019 blev hentet ind til OB's førsteholdstrup på en kontrakt der i første omgang løber til juni 2020.
Mikkel Hyllegaard fik sin debut førsteholdsdebut 16/2/2020, hvor han blev skiftet ind i en kamp mod Brøndby IF, hvor han fik de sidste 25 minutter på banen. Han scorede sit første Superliga mål 07/04/2020 i en kamp mod Sønderjyske, hvor han reducerede og scorede til det endelige resultat 1-1.